# Кеннеди, Энтони
Энтони Кеннеди (англ. Anthony McLeod Kennedy; род. 23.07.1936, Сакраменто, Калифорния) — американский юрист, бывший член Верховного суда США (1988—2018), был назначен президентом США Рональдом Рейганом. 
Несмотря на фамилию, он не является членом клана Кеннеди.

## Биография
Сын Энтони и Глэдис Кеннеди. Он родился и вырос в ирландской католической семье в городе Сакраменто — столице Калифорнии.
В 1954—1958 годах учился в Стэнфордском университете. Окончил Лондонскую школу экономики, получив степень бакалавра политологии и Гарвардскую школу права (бакалавр права cum laude, 1961).
В 1961—1963 годах вёл частную практику в Сан-Франциско, в 1963—1975 годах продолжил практику своего отца, оставив её с его смертью.
В 1975—1988 годах судья Апелляционного суда по 9 федеральному округу.
В 1965—1988 годах профессор конституционного права в Тихоокеанском университете в Калифорнии.
Состоит в браке с Мэри Дэвис.
27 июня Энтони Кеннеди объявил о том, что уйдёт в отставку с должности члена Верховного суда США 31 июля 2018 года.

## Участник процессов
- Техас против Джонсона
- Romer v. Evans[англ.]
- Лоуренс против Техаса
- Роупер против Симмонса
- Виндзор против Соединённых Штатов
- Обергефелл против Ходжеса